# 10839 Гуфеланд
10839 Гуфеланд (10839 Hufeland) — астероїд головного поясу, відкритий 3 квітня 1994 року.
Тіссеранів параметр щодо Юпітера — 3,312.